# Mnium latilimbatum
Mnium latilimbatum là một loài Rêu trong họ Mniaceae. Loài này được X.J. Li & M. Zang mô tả khoa học đầu tiên năm 1979.